# Filippo Savorgnan di Brazzà
Il conte Filippo Giuseppe Igino Savorgnan di Brazzà (Roma, 11 gennaio 1842 – Soleschiano, 18 dicembre 1925) è stato un politico italiano.

## Biografia
Nato a Roma nel 1842 da Ascanio e Giacinta Simonetti, fu sindaco di Manzano, in Friuli, tra il 1901 e il 1909, anno in cui divenne senatore. Morì a Soleschiano, frazione di Manzano, nel 1925. Ebbe due figli, Ascanio e Margherita.
Botanico, il suo ricordo è legato alla violetta di Udine, doppia e ricca di petali color zaffiro, da lui ottenuta incrociando la violetta di Tolosa con quella di Parma.